# Indfødsretten
Lo HDMS Indfødsretten è stato un vascello da 64 cannoni in servizio tra il 1787 e il 1801 nella Reale Marina dei Regni di Danimarca e Norvegia.

## Storia
Il vascello da 64 cannoni Indfødsretten, fu il quarto vascello della classe Oldenborg progettata dall'ingegnere navale Henrik Gerner. L'unità fu impostata presso il cantiere navale Nyholm Dyd di Copenaghen il 27 giugno 1784, venne varata il 27 aprile 1786, ed entrò in servizio il 12 ottobre 1787. Nel 1788 la nave venne calafatata sia all'interno che all'esterno dello scafo, entrando in servizio attivo al comando del kaptajn  C. Holsten.
Nel 1789 lo Indfødsretten, completamente attrezzato per operare in tempo di guerra, entrò a far parte di una formazione navale composta dai vascelli Mars, Princess Augusta e Holsteen (nave ammiraglia) in vista di probabili operazioni belliche contro l'Impero russo che aveva dichiarato guerra alla Svezia, allora alleata della Danimarca. Nel 1790, proprio come gli anni precedenti, la nave era pronta a muovere all'interno di Hønsebroen; con il kaptejn C.F. Tønder come comandante in capo. Nel 1792 lo Indfødsretten venne di nuovo calafatato, l'alberatura e i pennoni vennero ispezionati a fondo, e vennero cambiate le funi delle ancore.  Nel 1794 lo Indfødsretten fu nuovamente carenato, e rientrò in servizio al comando del kaptejn Ursin posto in posizione di riserva. Nel 1795 salpò in forza alla squadra navale congiunta svedese-danese, operando nel Mare del Nord per quattro settimane.
Nel 1796 il vascello fu posto in disarmo in quanto versava in cattive condizioni, e l'armamento fu cambiato con l'imbarco di soli cannoni in ferro.  Nel 1797 la nave fu sottoposta a migliorie, vennero cambiate le funi della ancore, le travi e tutti gli infissi, e fu previsto l'imbarco di nuovi alberi e pennoni al fine di consentire l'impiego dell'unità Mare del Nord. L'armamento fu nuovamente cambiato in 26 cannoni di ferro da 24 libbre e 8 cannoni da 8 libbre. La nave risultava molto fragile, con un lungo elenco di parti che avevano il legname marcio, e fu sottoposta a lavori di carenatura al fine di bloccare le infiltrazioni d'acqua nello scafo e nel 1800 venne convertito in nave da blocco.  Il 7 marzo 1801 lo Indfødsretten fu armato ed equipaggiato in vista di eventuali azioni.
Il 2 aprile 1801 il vascello Indfødsretten, al comando del kaptajn Albert de Thurah, faceva parte della squadra navale del commodoro Olfert Fischer ancorata nella rada di Copenaghen ed era impiegato come nave da blocco. L'equipaggio era formato da solo 389 uomini. Durante il combattimento contro la squadra navale britannica al comando del viceammiraglio Sir Hyde Parker essa subì la perdita di 21 uomini, tra cui il capitano de Thurah, mentre altri 41 rimasero feriti. Lo Indfødsretten ammainò la bandiera alle 15:00 e si arrese agli inglesi. Il vascello era gravemente danneggiato, e i britannici cercarono di mantenerlo a galla con l'utilizzo delle pompe di sentina, ma affondò il giorno successivo. Il relitto della nave giace sul fondo del mare a 0,3 miglia nautiche a nord-est Middelgrundsfortet a circa 20 metri di profondità.
Nel 1953 il cercatore di relitti Valdemar Jensen, detto "Kanon-Valde", riportò in superficie 3 cannoni da 24 libbre che furono consegnati alle autorità. Uno di questi, ancora in buone condizioni, può essere visto al Tøjhusmuseet.

### Annotazioni
1. ↑  Le altre erano Oldenborg, Ditmarschen, Prindsesse Lovisa Augusta e Mars.
2. ↑  Per evitare controversie uno svedese comandava la formazione per la metà del tempo passata in mare, e un danese per l'altra metà.

### Fonti
1. 1 2 3  Tree Decks.
2. ↑  Milhist.
3. 1 2 3 4 5 6 7 8 9 10 11 12 13 14 15  Wrecksite.
4. 1 2 3 4  Lord Nelson.